# Ländlicher Raum

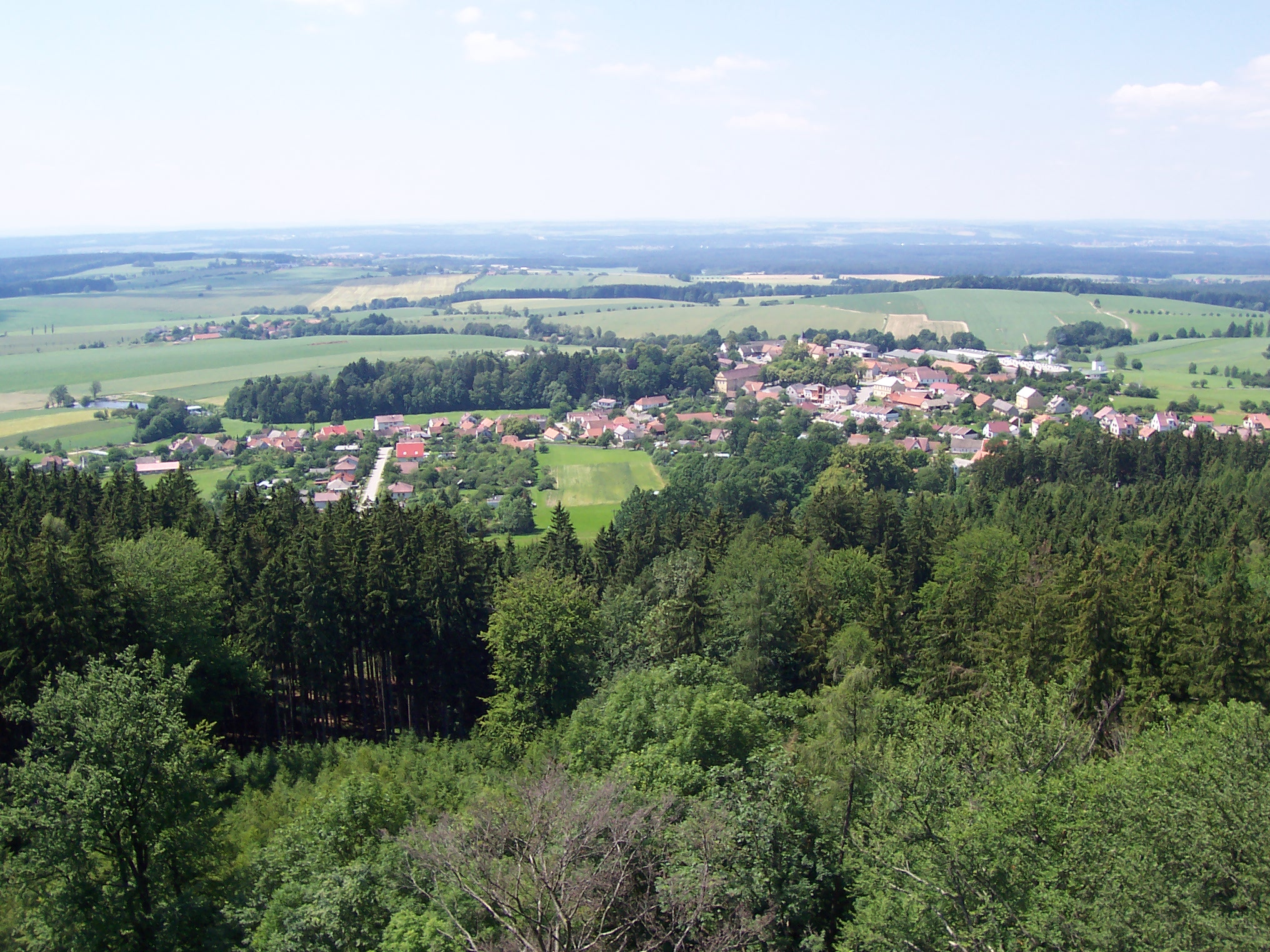
Ländlicher Raum

Der ländliche Raum ist eine Raumkategorie, die nach dem deutschen Bundesamt für Bauwesen und Raumordnung (BBR) in ländliche Kreise höherer Bevölkerungsdichte und ländliche Kreise geringerer Dichte unterteilt wird und den verstädterten Räumen sowie den Agglomerationsräumen gegenübersteht.

## Allgemeines
Jüngere Arbeiten der Kulturgeographie ermitteln den ländlichen Raum funktional-genetisch und können so den ländlichen Raum als endogene Raumkategorie ohne Abstützung auf andere Raumtypen identifizieren. Dieser Definitionsansatz ist deutlich trennschärfer als die Einteilung des BBR.

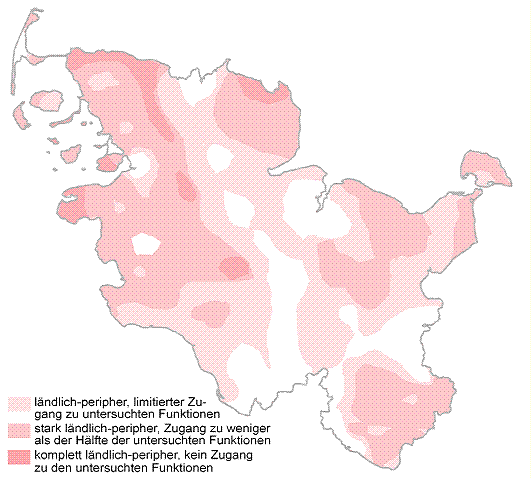
Ländlicher Raum in Schleswig-Holstein nach qualitativen Kriterien 2010

Bei der funktional-genetischen Definition werden typische ländliche Strukturelemente bestimmt, wie z. B. ein das Erscheinungsbild bestimmender Agrarsektor oder eine ökologische Ausgleichsfunktion, die der Einteilung als ländliche Region zugrunde liegen. Durch die Betrachtung von Entwicklungspfaden lassen sich ländliche Regionen nicht nur in ihrer qualitativen Entwicklung betrachten. Es entsteht so auch die Möglichkeit, ländliche Regionen mit charakteristischen Raumstrukturen näher zu beschreiben, z. B. Militärfolgelandschaft oder Kulturverlustlandschaften. Des Weiteren bietet die kulturgeographische Aufnahme des ländlichen Raums durch einen Strukturdiamant eine Grundlage für raumgestaltendes Eingreifen, z. B. durch regionale Raumplanungsvorhaben.
Die Siedlungen des ländlichen Raums sind mit ihrem Umfeld funktional eng verknüpft. Sie müssen nicht in Physiognomie und Grundriss zwingend vom Wirtschaftssektor geprägt sein. Als Siedlung wird jeglicher menschliche Wohn- und Arbeitsplatz mitsamt all seinen Gebäuden, Infrastruktureinheiten (Straßen, Wege, Plätze), Gärten und Höfen, Erholungsflächen und Freizeitzonen, sowie Sonderwirtschaftsflächen verstanden.

## International

### Österreich
Die Österreichische Raumordnungskonferenz (ÖROK) kennzeichnete im letzten Österreichischen Raumentwicklungskonzept (ÖREK 2001) den ländlichen Raum folgendermaßen:
- Vielfältig strukturiert und relativ eigenständig
- Längst nicht mehr mit dem landwirtschaftlich genutzten Raum gleichzusetzen
- Kein residualer Ergänzungsraum, sondern Grundlage für die Lebensqualität des Gemeinwesens
- Aufgespannt zwischen Stadtumland und Peripherie
- Flächenverantwortung für die Kulturlandschaften Österreichs – Ressourcentank für die Bevölkerung
- Verbindende Elemente wie die geringere Bevölkerungsdichte, spezifische sozioökonomische Strukturen und soziale Lebensweisen, die sich generell von jenen der städtischen Regionen unterscheiden

### Vereinigtes Königreich
In Vereinigten Königreich wird ein ländlicher Raum von dem Department for Environment, Food and Rural Affairs festgelegt. Dabei werden Informationen von der letzten Volkszählung genutzt. Eine allgemeine Festlegung eines ländlichen Raum gibt es dabei nicht, allerdings ist der Höchstpunkt dabei ein Raum, in dem weniger als 26 Prozent der Einwohner in Minderstädten wohnen.

### Frankreich
In Frankreich werden als ländlicher Raum (französisch Espace rural, espaces ruraux) Gebiete oder Flächen bezeichnet, die zur Lebensmittelerzeugung dienen.
2014 wurde der Begriff des hyper-ländlichen Raums aufgebracht. Dieser Begriff beschreibt Gebiete, die sehr weit von der nächsten größeren Stadt entfernt sind (geografische Abgeschiedenheit), wo finanzielle Mittel fehlen, Dienstleistungen und Infrastrukturen sich zurückziehen und Orte durch Landflucht sterben (geringe Bevölkerungsdichte). In dem Artikel werden 250 Gebiete als hyper-ländlicher Raum in einer Karte gezeigt, die 26 % der Landfläche Frankreichs betreffen.

### Vereinigte Staaten
In den Vereinigten Staaten werden als ländlicher Raum (englisch rural area) Flächen bezeichnet, die sich nicht in Städten befinden.
84 Prozent der Einwohner der USA leben in städtischem Gebiet (Urbanisierung), das aber nur zehn Prozent der Fläche des Landes beansprucht. Das United States Census Bureau, das Landwirtschaftsministerium der Vereinigten Staaten und das Office of Management and Budget (OMB) sind zusammengekommen, um ländliche Räume genau zu definieren. Das United States Census Bureau definierte einen ländlichen Raum dabei im Zusammenhang mit der Bevölkerungsdichte, während das Landwirtschaftsministerium der Vereinigten Staaten einen ländlichen Raum als einen nicht städtischen Raum bezeichnete.

### Kanada
Laut der OECD leben mehr als 50 Prozent der kanadischen Bevölkerung in „ländlichen Gemeinschaften“ (englisch rural communities), welche eine Bevölkerungsdichte unter 150 Einwohner pro km² aufweisen. Diese Definition hat sich in Kanada über die Zeit geändert und wird heute als Räume außerhalb von Siedlungen mit 1.000 oder mehr Einwohnern pro km² definiert.

### Indien
Die National Sample Survey Organisation (NSSO) definiert einen ländlichen Raum in Indien wie folgt:
- Einen Raum mit bis zu 400 Einwohner pro km²;
- mindestens 75 % der männlichen Einwohner arbeiten in der Landwirtschaft[12]

### Periodika
- Ländlicher Raum, Online-Fachzeitschrift, hrsg. v. BMNT (Bundesministerium für Nachhaltigkeit und Tourismus) der Republik Österreich